# Bacopa beccabunga
Bacopa beccabunga är en grobladsväxtart som beskrevs av Robinson. Bacopa beccabunga ingår i släktet tjockbladssläktet, och familjen grobladsväxter. Inga underarter finns listade i Catalogue of Life.